# Actinodaphne intermedia
Actinodaphne intermedia är en lagerväxtart som först beskrevs av Adolph Daniel Edward Elmer, och fick sitt nu gällande namn av André Joseph Guillaume Henri Kostermans. Actinodaphne intermedia ingår i släktet Actinodaphne och familjen lagerväxter. Inga underarter finns listade i Catalogue of Life.